# Municipalità di Gardabani
La municipalità di Gardabani (in georgiano გარდაბნის მუნიციპალიტეტი?) è una municipalità georgiana di Kvemo Kartli.
Nel censimento del 2002 la popolazione si attestava a 114 348 abitanti. Nel 2008 il numero risultava essere 95 400.
La cittadina di Gardabani è il centro amministrativo della municipalità, la quale si estende su un'area di 1 304 km².

## Popolazione
Dal censimento del 2002 la municipalità risultava costituita da:
- Georgiani, 53,20%
- Azeri, 43,72%
- Armeni, 0,93%
- Russi, 0,87%
- Osseti, 0,36%
- Greci, 0,21%

## Luoghi d'interesse
- Kojori
- Monastero di Betania
- Monastero di Kaban
- Monastero di Martqopi